# Copelatus angolensis
Copelatus angolensis là một loài bọ cánh cứng trong họ Bọ nước. Loài này được Peschet miêu tả khoa học năm 1924.